# Клан Хэнни
Хэнни — один из кланов равнинной части Шотландии.
Это шотландское семейство происходит из Галлоуэя, и их древнее название — Аханней — происходит от фамилии «ап Шинэйга», что значит «сын Сенака». Древними владельцами Башни Сорби в Хэннис Кингсмур было могущественное семейство Випонт, лорды Уэстморленд, которые получили эти земли и поместье в 1185 году. Исторические документы, относящиеся к этому периоду, молчат, но скорее всего, эти земли перешли от Випонтов к Хэнни в результате брака. Первым известным представителем этого семейства был Гилберт де Ханнез из графства Уигтаун. В 1296 году он принес присягу Эдуарду I. Но прежде они поддерживали короля Иоанна Баллиола, который по матери, Деворгилле, был наследником старых кельтских лордов Голуэй. В 1308 году они были вынуждены подчиниться Эдуарду Брюсу, младшему брату короля Роберта I, когда он завоевал Голуэй. Хэнни отличились в сражениях при Сочиберне и Флоддене и участвовали вместе с Яковом IV в паломничестве в обитель святого Ниниана в Вайтхорне. Примерно в 1600 году, в результате длительных военных действий между Хэнни и их соседями Кеннеди, Данбарами и Мюррэями семейство Хэнни из Сорби было объявлено вне закона.
Более известен преподобный Джеймс Хэнни, который в 1637 году попытался провести англиканскую литургию в шотландском пресвитерианском соборе Сент-Джайлс в Эдинбурге. Это вызвало бунт, по сообщениям начатый Дженни Джеддес, которая бросила табурет в Хэнни. Бунт был в конечном счете подавлен городским советом.
Башня Сорби недавно была восстановлена Обществом Хэнни. Поместье Кингсмур возле Крэйла в Файфе — резиденция семейства Хэнни из Кингсмура.